# Tarany, Somogy
Tarany  este un sat în districtul Nagyatád, județul Somogy, Ungaria, având o populație de 1.227 de locuitori (2011). 

## Demografie
Componența etnică a satului Tarany
     Maghiari (81,73%)
     Romi (17,62%)
     Necunoscut (0,29%)
     Germani (0,36%)
     Alții (0,29%)
Componența confesională a satului Tarany
     Fără religie (6,52%)
     Reformați (1,79%)
     Necunoscută (91,36%)
     Luterani (0,33%)
     Alte religii (0,33%)
Conform recensământului din 2011, satul Tarany avea 1.227 de locuitori. Din punct de vedere etnic, majoritatea locuitorilor (81,73%) erau maghiari, cu o minoritate de romi (17,62%). Apartenența etnică nu este cunoscută în cazul a 0,29% din locuitori. Nu există o religie majoritară, locuitorii fiind persoane fără religie (6,52%) și reformați (1,79%). Pentru 91,36% din locuitori nu este cunoscută apartenența confesională.